# The Art of the Trio III: Songs
The Art of the Trio III: Songs från 1998 är ett musikalbum med Brad Mehldau Trio.

## Låtlista
Musiken är skriven av Brad Mehldau om inget annat anges.
1. Song-Song – 6:32
2. Unrequited – 6:09
3. Bewitched, Bothered and Bewildered (Richard Rodgers/Lorenz Hart) – 5:59
4. Exit Music (for a Film) (Radiohead) – 4:24
5. At a Loss – 6:21
6. Convalescent – 5:57
7. For All We Know (Fred Coots/Sam Lewis) – 8:03
8. River Man (Nick Drake) – 4:49
9. Young at Heart (Johnny Richards/Carolyn Leigh) – 6:23
10. Sehnsucht – 4:56

## Medverkande
- Brad Mehldau – piano
- Larry Grenadier – bas
- Jorge Rossy – trummor

## Listplaceringar
| Lista (1998) | Topplacering |
| ------------ | ------------ |
| Frankrike    | 67           |